# كاين آند لينش: ديد من
 كاين آند لينش: ديد من (بالإنجليزية: Kane & Lynch: Dead Men)‏  هي لعبة من نوع تصويب منظور الشخص الثالث. صدرت في عام 2007 وهي متوفرة على ويندوز، بلاي ستيشن 3 ، إكس بوكس 360. اللعبة من تطوير آي أو إنتراكتيف ونشر شركة إيدوس إنترأكتيف.

## موجز القصة
اللعبة تفتح مع صوت «ماركوس كاين آدم»، وهو يقوم بقراءة رسالة وجهها إلى ابنته «جيني». كين هو في طريقه إلى الإعدام بعد إدانته بالقتل غير العمد. سجين آخر ينتظر تنفيذ حكم الإعدام، «جيمس سيث لينش»، يلمح إلى أنه سيكون هناك وسيلة للفرار. ثم تتعرض شاحنتهم لحادث تصادم وجها لوجه مع شاحنة لمجموعة من المرتزقة. يؤخذ الإثنين إلى موقع بناء، حيث يواجههم أربعة من أفراد عصابة من المجرمين تدعى " The7 " بقيادة «الأخوة» وتابعهم المخلص «كارلوس» (وهو صديق مقرب من كاين) و «ميوت». حيث يتهمون كاين بسرقة النقود منهم، ويكشفون أنهم أخذوا زوجته وابنته كرهائن. ويعطون كاين ثلاثة أسابيع لاسترداد الأموال، أو يقتلوا زوجته وابنته.

## روابط خارجية
- كاين آند لينش: ديد من على موقع IMDb (الإنجليزية)